# Lista över rollfigurer i Star Trek
Det här är en lista över rollfigurer i TV-serierna och filmerna kring Star Trek.
- Daniels är en besättningsmedlem i den första säsongen av Star Trek: Enterprise. Blir senare "dödad" och därmed bevisar han att han är en person från framtiden.
- Dr. Katherine Pulaski, spelad av Diana Muldaur, förekommer i TV-serien Star Trek: The Next Generation med start i avsnittet "The Child" och avslut i avsnittet "Shades of Gray". I serien är hon en jordmänniska med kommendörkaptens grad och med befattning som chefsläkare inom stjärnflottan.
- Dr. Noonien Soong, som spelas av Brent Spiner, förekommer i TV-serien Star Trek: The Next Generation. I serien skapar Dr Soong androiden Data, efter sju misslyckade försök att skapa en välfungerande artificiell livsform. De flesta av dessa försök drabbas av en teknologisk version av nervsystemskollaps. Lore, Datas närmaste storebror, överlever, men saknar samvete och figurerar därför i serien som Datas "onde tvilling". Ytterligare en broder, B4 (uttalas som "Before", på svenska "Före") förekommer i Star Trek: Nemesis. Han saknar förståelse för världen i största allmänhet.
- Elim Garak, som spelas av Andrew Robinson, förekommer i TV-serien Star Trek: Deep Space Nine. I serien är han en cardassier av kaptens grad inom Obsidian Order. Han arbetar som skräddare, spion och lönnmördare.
- Ezri Dax, som spelas av Nicole de Boer, förekommer i TV-serien Star Trek: Deep Space Nine. I serien är hon en trill med kaptens grad inom Stjärnflottan, där hon arbetar som kurator.
- Gul Dukat, som spelas av Marc Alaimo, förekommer i TV-serien Star Trek: Deep Space Nine. I serien är han en cardassier med guls grad inom Cardassian Union, vilken han är ledare för. Han är även en Pah-Wraiths-profet.
- Lwaxana Troi, som spelas av Majel Barrett, förekommer i Star Trek: The Next Generation och i tre avsnitt av Star Trek: Deep Space Nine. Hon är mor till Deanna Troi.
- Maxwell Forrest, som spelas av Vaughn Armstrong, förekommer i TV-serien Star Trek: Enterprise. I serien är han en jordmänniska med graden Vice Amiral inom Stjärnflottan. Han dör år 2154.
- Rom, som spelas av Max Grodénchik, förekommer i  Star Trek: Deep Space Nine och är kuvad bror till Quark
- Shran, som spelas av Jeffrey Combs, förekommer i TV-serien Star Trek: Enterprise. Han är en andorian med graden kommendörkapten inom Andorian Imperial Guard, och är befälhavare på Kumari.
- Soval, som spelas av Gary Graham, förekommer i TV-serien Star Trek: Enterprise. Han är en vulcan utsänd av Vulcan High Command som Vulcans ambassadör på Jorden.